# William de Oliveira Barros
William de Oliveira Barros GOMM (Natal, 1 de outubro de 1945) é militar e magistrado brasileiro. É tenente-brigadeiro da Força Aérea Brasileira e ministro do Superior Tribunal Militar do Brasil, do qual já foi presidente.

## Biografia
Nasceu em Natal, Rio Grande do Norte, filho de Guiomar e de Febrôncio de Oliveira Barros. Perdeu sua mãe ainda na infância. Depois disso, quando tinha nove anos, mudou-se com seu pai e seus irmãos para Recife, Pernambuco, onde Febrôncio abriu um restaurante.
Cursou o ginásio no Colégio Salesiano de Recife e sentou praça na Força Aérea Brasileira (FAB) aos quinze anos, em 6 de março de 1961.
Foi piloto de helicóptero e de transporte aéreo e possui 7.255 horas de voo. Especializado em busca e salvamento, também atuou na área de prevenção e de investigação de acidentes aeronáuticos. Foi comandante do Comando Geral de Operações Aéreas e chefe do Estado-Maior da Aeronáutica em Brasília. Atingiu o posto de Tenente-Brigadeiro do Ar em 2003.
Admitido à Ordem do Mérito Militar em 1999 no grau de Comendador especial, foi promovido em 2006 ao grau de Grande-Oficial.
Em fevereiro de 2007, foi indicado pelo então presidente Luiz Inácio Lula da Silva para o cargo de ministro do Superior Tribunal Militar (STM), na vaga destinada ao oficial-general da Aeronáutica, substituindo ao tenente-brigadeiro Marcus Herndl. Aprovado pelo Senado, foi nomeado por decreto de 22 de março seguinte e foi empossado seis dias depois.
Ocupou a vice-presidência da corte entre agosto de 2010 e março de 2011. Integrou a comissão de direito penal militar e o Conselho Deliberativo do Plano de Saúde da JMU e é patrono do objetivo estratégico de Aprimoramento da Qualidade de Vida de magistrados e servidores. Em 7 de fevereiro de 2015, foi eleito presidente do tribunal, tendo Artur Vidigal de Oliveira como vice, para o biênio 2015-2017. Tomou posse em 16 de março do mesmo ano e passou a presidência em 16 de março de 2017 para seu atual ocupante, o togado José Coelho Ferreira.
William é casado com Victória Elizabeth de Campos Barros, com quem tem dois filhos.